# Queue de Paon Anglais
Pour les articles homonymes, voir Queue de Paon.
Le Queue de Paon Anglais (en anglais : Garden Fantail) est une race de pigeon domestique originaire du Royaume-Uni. C'est une race classée comme pigeon de structure, très répandue dans les parcs et jardins pour servir d'oiseau ornemental.

## Origine

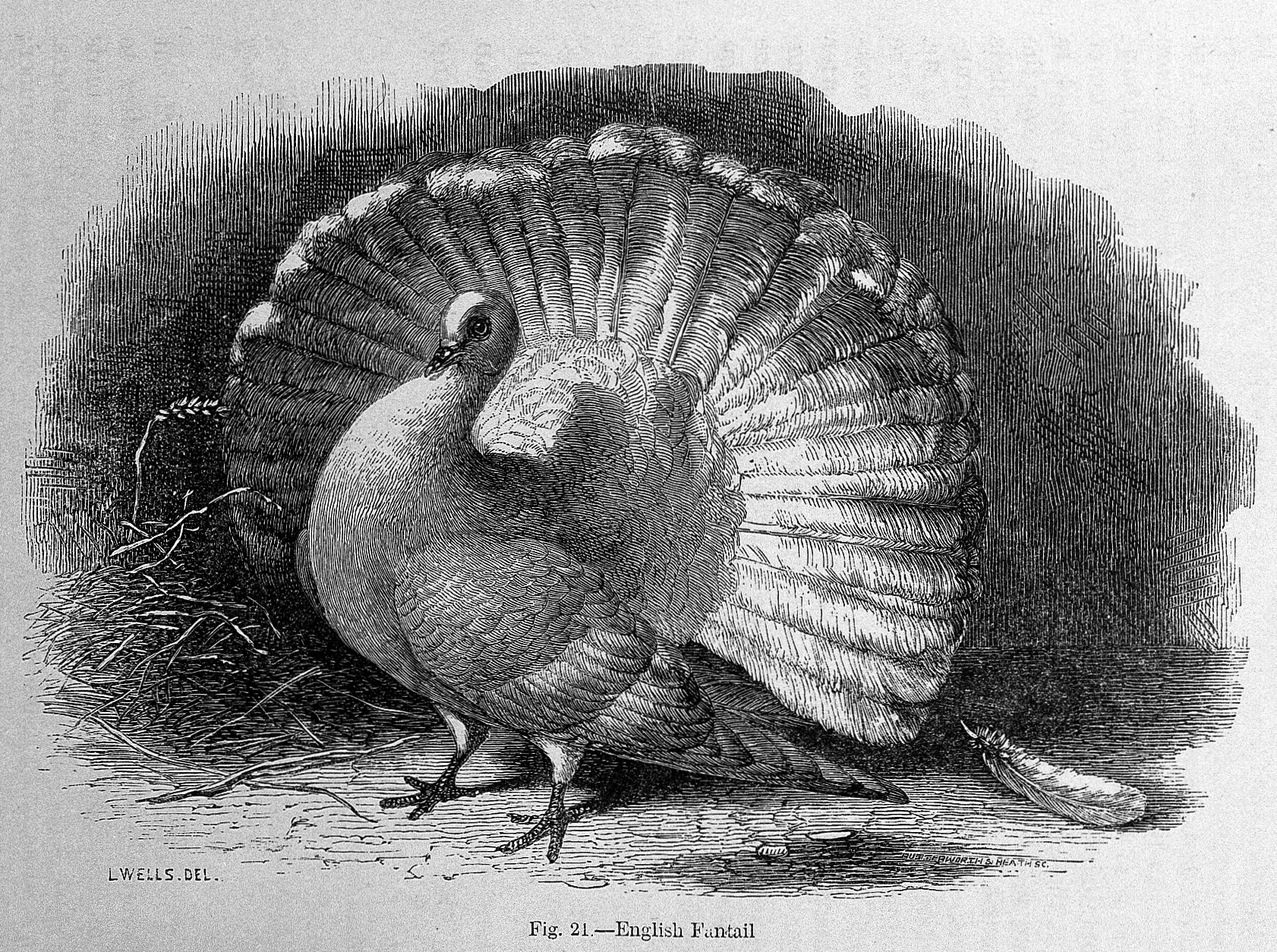
Illustration d'un Queue de Paon Anglais du XIXe siècle (extrait De la variation des animaux et des plantes sous l'action de la domestication, 1868)

La race est créée au Royaume-Uni durant le XIXe siècle à partir d'oiseaux ramenés d'Inde par des colons britanniques,. Il est classé dans la catégorie « pigeon de structure » par la Commission européenne des standards pigeons (CESP). 

## Description
Comme les autres races de Queue de Paon, l'Anglais possède une queue formant un éventail. La queue est composée de 20 à 30 plumes, alors qu'un pigeon « normal » ne possède que 12 à 14 plumes. Un oiseau adulte peut atteindre une taille de 28 cm pour un poids de 350 grammes. 

## Élevage
Le Queue de Paon Anglais est élevé comme oiseau d'ornement, mais peut aussi servir d'animal de compagnie. Son espérance de vie est de 10 à 15 ans. Ayant une queue moins fournie que d'autres races de Queue de Paon, l'Anglais est un très bon reproducteur et vole très bien.

## Les autres races et variétés de Queue de Paon
Trois autres races nommées « Queue de Paon » sont officiellement reconnues par la Commission européenne : le Queue de Paon (Fantail, 0606), le Queue de Paon Indien (Indian Fantail, 0607) et le Queue de Paon Hongrois (Hungarian Fantail, 0612). Le Queue de Paon et le Queue de Paon Anglais sont des races courantes en Europe. L'Indien est facile à distinguer de ces deux races grâce aux plumes recouvrant ses pattes ; plumes absentes chez les deux autres. Le Hongrois possède aussi des plumes aux pattes mais la race reste bien plus rare.
Les anglophones distinguent une autre variété du Queue de Paon Anglais : le English Fantail. C'est une race plus récente, développée et sélectionnée à partir du Queue de Paon Anglais spécialement pour les expositions. Cette variété est plus lourde avec une queue plus fournie (30 à 45 plumes). La queue est plus plate alors que celle du Garden est conique. Et leur posture est plus exagérée, avec la tête très arrière, reposant sur leur queue. Pour cette raison, il vole très mal.